# Jan Klootsema
Jan Klootsema (Onderdendam, 27 december 1867 - Doetinchem, 11 juli 1926) was een Nederlands onderwijzer en gestichtspedagoog.

## Levensloop
Zijn vader was Albert Klootsema (1838-1909) van beroep bierbrouwer. Vanaf zijn veertiende jaar volgde hij rijksnormaallessen in Veendam om opgeleid te worden voor onderwijzer. Hij startte zijn carrière als onderwijzer aan de lagere school. Daarnaast behaalde hij door vrije studie de akte hoofdonderwijzer en studeerde hij filosofie en psychologie aan de Rijksuniversiteit Groningen bij G. Heymans. Hij maakte in 1896 de overstap als onderwijzer aan de strafgevangenis in Groningen. In 1899 werd hij in Amsterdam benoemd als hoofdonderwijzer aan de eerste zelfstandige school voor achterlijke kinderen, die in 1898 opgericht was.

## Publicaties
- (1900) Over paedagogische pathologie. Vakschrift voor onderwijzers, IV. p. 145-155
- (1904) Misdeelde kinderen. Inleiding tot de paedagogische pathologie en therapie. (Groningen, Wolters)
- (1911)  Uit 's Levens Diepte. Opstellen over persoonlijkheid en persoonlijkheids-paedagogiek. (Alkmaar, De Waal)

## Onderscheiding en eerbetoon

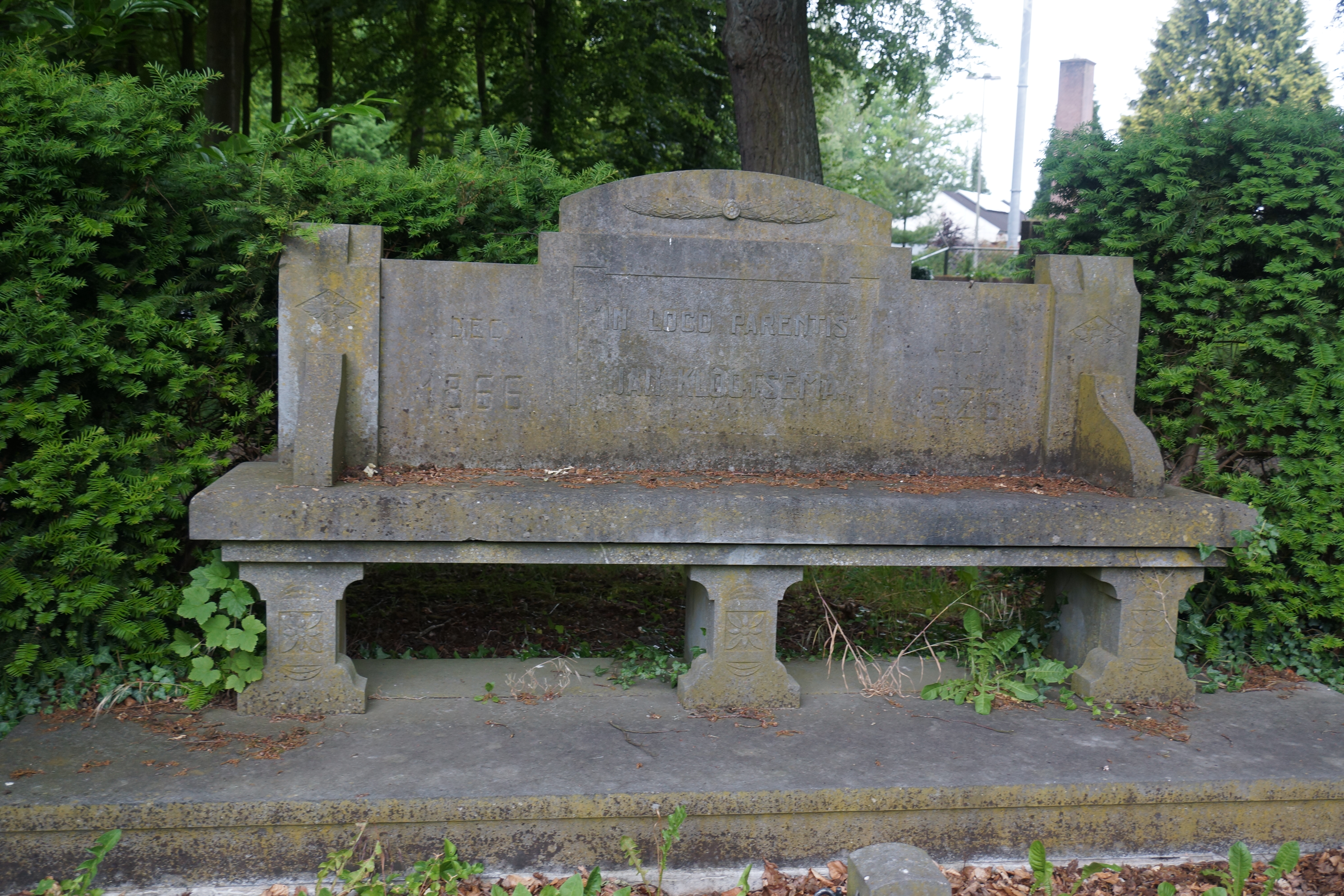
Klootsemabank nabij de Kruisberg in Doetinchem

Op 27 augustus 1912 werd Jan Klootsema onderscheiden als Ridder in de Orde van Oranje Nassau.
Op 16 mei 1929 werd op de Kruisberg als herinnering aan Klootsema de Klootsema-bank onthuld.
In Doetinchem is de straat waaraan de hoofdingang van De Kruisberg ligt naar hem vernoemd.